# Camponotus devestitus
Camponotus devestitus é uma espécie de inseto do gênero Camponotus, pertencente à família Formicidae.